# Lista över utländska spelare i Fotbollsallsvenskan
Detta är en lista över utländska spelare i Fotbollsallsvenskan, som började spelas 1924. Följande spelare måste uppfylla båda av följande två kriterier:
1. har spelat minst en match i Allsvenskan. Spelare som har värvats av klubbar i Allsvenskan, men bara spelat i en lägre liga, cupen och/eller europeiskt spel eller inte spelat någon tävlingsmatcher alls, ingår ej.
2. anses vara utländska, bestäms av följande:

En spelare anses vara utländsk om han inte är berättigad att spela för Sveriges herrlandslag i fotboll:
- Om en spelare har spelat en landskamp, är det landslaget som han spelade för som används, om han har spelat för mer än ett land används den högsta nivån eller den senaste klubben.
- Om en spelare inte har spelat någon landskamp, används personens födelseland, förutom de som är födda utomlands av svenska föräldrar eller flyttade till Sverige vid ung ålder, och de som tydligt visat att ha bytt sitt medborgarskap till en annan nation.

Den första utländska spelaren i Allsvenskan var engelsmannen Ronnie Powell, som 1974 spelade för Brynäs IF.
De listade klubbarna är de som spelaren har minst spelat en match i Allsvenskan för.

## Lista över spelare
| Innehåll Afghanistan \| Albanien \| Algeriet \| Angola \| Argentina \| Armenien \| Australien \| Azerbajdzjan \| Belarus \| Belgien \| Benin \| Bolivia \| Bosnien och Hercegovina \| Brasilien \| Bulgarien \| Burkina Faso \|Chile \| Costa Rica \| Danmark \| Egypten \| England \| Eritrea \| Estland \| Etiopien \| Finland \| Frankrike \| Gambia \| Georgien \| Ghana \| Haiti \| Irak \| Iran \| Island \| Jamaica \| Kamerun \| Kanada \| Kazakstan \| Kenya \| Kongo-Kinshasa \| Kosovo \| Kroatien \| Lettland \| Libanon \| Liberia \| Litauen \| Luxemburg \| Makedonien \| Malawi \| Moldavien \| Montenegro \| Nederländerna \| Nigeria \| Nordirland \| Norge \| Nya Zeeland \| Palestina \| Panama \| Paraguay \| Peru \| Polen \| Portugal \| Ryssland \| Schweiz \| Senegal \| Serbien \| Sierra Leone \| Slovenien \| Spanien \| Sydafrika \| Sydkorea \| Syrien \| Tjeckien \| Togo \| Turkiet \| Tyskland \| Uganda \| Ungern \| Ukraina \| Uruguay \| USA \| Zimbabwe \| Österrike \| |

## Afghanistan
- Sharif Mukhammad – AFC Eskilstuna – 2017
- Farshad Noor – AFC Eskilstuna – 2017

## Albanien
- Astrit Ajdarević – Örebro SK, IFK Norrköping, Helsingborgs IF, Djurgårdens IF – 2010–2012, 2015–2016, 2019–2020
- Etrit Berisha – Kalmar FF – 2010–2013 [2]
- Egzon Binaku – BK Häcken, Malmö FF, IFK Norrköping, GAIS – 2015–2022. 2024-
- Agon Mehmeti[a] – Malmö FF, Örebro SK – 2008–2011, 2014–2015, 2019–2021 [3]
- Migen Memelli – GAIS – 2007–2008
- Valdet Rama – Örebro SK – 2011–2012 [4]

## Algeriet
- Samir Beloufa – Helsingborgs IF – 2007

## Angola
- Yamba Asha – Östers IF – 2006
- Dominique Kivuvu – Mjällby AIF – 2012 [5]
- Paulo Figueiredo – Östers IF – 2006

## Argentina
- Martín Crossa – IFK Göteborg – 2003
- Gabriel Ferreyra – AIK – 2014 [6]
- Franco Miranda – Helsingborgs IF – 2006–2007
- Pablo Monsalvo – AIK – 2007 [7]
- Iván Óbolo – AIK – 2007–2009 [7]
- Jorge Ortiz – AIK – 2008–2010 [7]
- Luis Antonio Rodríguez – Djurgårdens IF – 2010
- José Shaffer – IFK Göteborg – 2006
- Luis Solignac – Djurgårdens IF – 2013 [8]
- Nicolás Stefanelli – AIK – 2017–2018, 2021–
- Lucas Valdemarín – AIK – 2007–2008 [7]

## Armenien
- André Calisir[a] – Djurgårdens IF, Jönköpings Södra IF, IFK Göteborg – 2010–2011, 2016–2020
- Lewon Patjadzjan – GAIS – 2008
- Jowra Movsisian – Djurgården – 2018

## Australien
- Nick Bosevski – IFK Norrköping – 2002
- Luke Casserly – AIK – 2000–2002 [7]
- Ante Čović – Hammarby IF, IF Elfsborg – 2002–2006, 2009–2011 [9]
- Scott Jamieson – IFK Göteborg – 2016–2017
- Nik Mrdja – AIK – 2004 [7]
- Joe Spiteri – IFK Norrköping – 2001
- Nathan Coe – Örgryte IS – 2009

## Azerbajdzjan
- Emin Nouri – Östers IF, Kalmar FF – 2006, 2008–2021 [10]
- Anatoli Ponomarjov – Kalmar FF, Gais – 2005, 2007
- Igor Ponomarjov – IFK Norrköping – 1989

## Belarus
- Siarhej Alejnikaŭ – IK Oddevold – 1996
- Dzyanis Sashcheka – Halmstads BK – 2005

## Belgien
- Bernard Beuken – Malmö FF – 1996
- Yannis Mbombo – Örebro SK – 2017
- Stefan Van Riel – Trelleborgs FF – 1998

## Benin
- Yosif Ayuba – Djurgårdens IF – 2009–2010
- Razak Omotoyossi[b] – Helsingborgs IF, Gais, Syrianska FC – 2007–2008, 2011 [11]

## Bolivia
- Martin Smedberg-Dalence – IFK Göteborg, Ljungskile SK, IFK Norrköping – 2005, 2008, 2011–2017 [12]

## Bosnien och Hercegovina
- Admir Aganović – Syrianska FC – 2012 [13]
- Almir Buhic – Örebro SK – 1996
- Ismet Crnalić – IK Brage – 1986
- Ranko Djordjic – IFK Norrköping – 1985–1988
- Nedim Halilović – Örebro SK – 2007–2008
- Nikola Jokišić – IFK Norrköping, BK Häcken – 1994
- Dragan Kapcevic – Gefle IF, IK Sirius – 2010–2011, 2017 [14]
- Aleksandar Kitić – Ljungskile – 2008
- Sulejman Krpić – AIK – 2017
- Darko Mavrak – Djurgårdens IF, IFK Norrköping – 1995–1997
- Enes Muhić – Östers IF – 1992
- Nebojša Novaković – Djurgårdens IF, AIK – 1995–2001 [7]
- Haris Radetinac – Åtvidabergs FF, Mjällby AIF, Djurgårdens IF – 2010, 2012–2013, 2013– [15]
- Radoslav Radulović – Enköpings SK – 2003
- Ivan Ristić – Syrianska FC – 2011 [16]
- Haris Skenderović – Syrianska FC – 2012–2013 [17]
- Armin Tanković – IFK Norrköping – 2011–2014 [18]
- Amir Teljigović – Trelleborgs FF – 1997–1998

## Brasilien
- Afonso Alves – Örgryte IS, Malmö FF – 2002-2006 [19]
- Enrico Cardoso Nazaré - Djurgården IF - 2006-2008
- Aílton Almeida – Örgryte IS – 2004-2006 [20]
- Álberis da Silva – Åtvidabergs FF – 2012-2015 [21]
- Alex Pereira – Örgryte IS, Syrianska FC, AIK – 2009, 2011-2013, 2015 [22]
- Álvaro Santos – Helsingborgs IF, Örgryte IS, Gais – 2001-2014 [23]
- Antônio Flávio – AIK – 2009-2010 [7]
- Bruno Marinho – Åtvidabergs FF – 2010-2015 [24]
- Bruno Santos – IFK Norrköping – 2011 [25]
- Caio Mendes – IFK Norrköping – 2011 [26]
- César Santin – Kalmar FF – 2004-2014 [27]
- Clécio – AIK – 2010 [7]
- Daniel Bamberg – IFK Norrköping, Örebro SK – 2008, 2012 [28]
- Daniel Mendes – AIK, Kalmar FF – 2006-2013 [29]
- Daniel Sobralense – Kalmar FF, IFK Göteborg, Örebro SK – 2008-2014 [30]
- Gabriel Machado – Syrianska FC – 2013 [31]
- Igor Santos Koppe – Syrianska FC – 2013 [32]
- Ismael – Kalmar FF – 2013-2017 [33]
- Maranhao – BK Häcken – 2011 [34]
- Marcel Sacramento – Kalmar FF – 2008-2011 [35]
- Márcio Saraiva – AIK – 2006 [7]
- Marinho – Hammarby IF – 2004 [36]
- Michel Pires – GIF Sundsvall – 2012 [37]
- Pablo Da Silva Rosa – Djurgårdens IF – 2013 [38]
- Paulinho – BK Häcken, Örebro SK – 2009-2011, 2015-2019, 2020-2021 [39]
- Paulinho Guará – Örgryte IS, Hammarby IF, Örebro SK – 2002-2008, 2010 [40]
- Pedro Henrique – Kalmar FF – 2011 [41]
- Piracaia – AIK – 1997-1998 [7]
- Ricardinho – Malmö FF – 2009-2014 [42]
- Ricardo Santos – Kalmar FF, Djurgårdens IF, Åtvidabergs FF – 2007-2014 [43]
- Romário – Gais, Kalmar FF – 2009- [44]
- Thiago – Trelleborgs FF – 2011 [45]
- Thiago Quirino – Djurgårdens IF – 2006-2008 [46]
- Wanderson – Gais – 2007-2012 [47]
- William Gerlem – Syrianska FC – 2013 [48]
- Wílton Figueiredo – AIK, Malmö FF – 2006-2012 [49]

## Bulgarien
- Mihail Ivanov – AFC Eskilstuna – 2019 [50]
- Emil Spasov – IK Brage – 1986 [51]

## Burkina Faso
- Adama Guira – Djurgårdens IF – 2011 [52]

## Chile
- Hernando L'Abbé – AIK – 1993 [53]
- Juan Robledo – Mjällby AIF, Östers IF – 2010-2013 [54]
- Miiko Albornoz – IF Brommapojkarna, Malmö FF – 2009-2014 [55]

## Costa Rica
- Christopher Meneses – IFK Norrköping – 2013-2014 [56]
- Celso Borges – AIK – 2012-2014 [57]
- Diego Calvo – IFK Göteborg – 2014 [58]
- Jonathan McDonald – Kalmar FF – 2012-2013 [59]

## Danmark
- Nicolaj Agger – Djurgårdens IF – 2011 [60]
- Mads Albæk – IFK Göteborg – 2015-2017 [61]
- Jakob Ankersen – IFK Göteborg – 2015-2016 [62]
- Allan Arenfeldt Olesen – Åtvidabergs FF – 2012-2014 [63]
- Morten Avnskjold – Landskrona BoIS – 2005 [64]
- Christian Bank – Malmö FF – 1999 [65]
- Jesper Bech – Malmö FF – 2005-2006 [66]
- Mikkel Beckmann – IF Elfsborg – 2013-2014 [67]
- Martin Christensen – Åtvidabergs FF – 2012- [68]
- Anders Christiansen – Malmö FF – 2016–2017, 2018– [69]
- Jesper Christiansen – IF Elfsborg – 2010-2011 [70]
- Peter Graulund – Helsingborgs IF – 2004-2005 [71]
- Frederik Helstrup – Helsingborgs IF – 2015-2016 [72]
- Kasper Jensen – Djurgårdens IF – 2012 [73]
- Mike Jensen – Malmö FF – 2008 [74]
- Mikkel Jensen – Hammarby IF, IF Brommapojkarna – 2003-2010 [75]
- Jonas Knudsen – Malmö FF – 2019- [76]
- Johnny Kongsbög – Landskrona BoIS – 1994 [77]
- Allan Kuhn – Örgryte IS – 1997-2000 [78]
- Lars Larsen – Örebro SK – 2003-2004, 2007 [79]
- Søren Larsen – Djurgårdens IF – 2005 [80]
- Thomas Mikkelsen – IFK Göteborg – 2015 [81]
- Lasse Nielsen – Malmö FF – 2017– [82]
- Lasse Nielsen – Trelleborgs FF – 2018 [83]
- Peter Nymann – Djurgårdens IF – 2011-2013 [84]
- Marc Pedersen – Djurgårdens IF – 2012-2013 [85]
- Martin Rauschenberg – Gefle IF, IF Brommapojkarna – 2015-2016, 2018 [86]
- Allan Ravn – Landskrona BoIS – 2002-2003 [87]
- Søren Rieks – IFK Göteborg, Malmö FF – 2014- [88]
- Per Sefort – Landskrona BoIS – 1994 [89]
- Brian Steen Nielsen– Malmö FF – 2001-2002 [90]
- Kevin Stuhr Ellegaard – IF Elfsborg – 2012-2019 [91]
- Sebastian Svärd – Syrianska FC – 2013 [92]
- Peter Sørensen – Malmö FF – 2001-2002 [93]
- Stig Tøfting – BK Häcken – 2005 [94]
- Jeppe Vestergaard – Malmö FF – 2002-2003 [95]
- Lasse Vibe – IFK Göteborg – 2013-2015, 2019 [96]
- Ulrich Vinzents – Malmö FF – 2006-2012 [97]
- Kenneth Zohore – IFK Göteborg – 2014 [98]

## Egypten
- Alexander Jakobsen – Falkenbergs FF, IFK Norrköping – 2015- [99]

## England
- Calum Angus – Gais – 2009-2012 [100]
- Hakeem Araba – Falkenbergs FF – 2015- [101]
- James Keene – Gais, IF Elfsborg, Djurgårdens IF, Halmstads BK  – 2006- [102]
- John Wilkinson – AIK – 1978-1979 [7]
- Kenny Pavey – AIK, Östers IF – 2006- [103]
- Lloyd Saxton – GIF Sundsvall – 2015- [104]
- Steve Galloway – Djurgårdens IF Fotboll – 1988-1989
- Teddy Sheringham – Djurgårdens IF Fotboll 1985
- Malcolm Macdonald – Djurgårdens IF Fotboll 1979
- Ronnie Powell – Brynäs IF – 1974[105]

## Eritrea
- Henok Goitom – AIK – 2012-2021 [106]

## Estland
- Henri Anier  – Kalmar FF – 2016[107]
- Vitali Gussev – Trelleborgs FF – 2004[108]
- Marko Kristal – IF Elfsborg – 1999[109]
- Siim Luts – IFK Norrköping – 2013[110]
- Karol Mets – AIK – 2019[111]
- Tarmo Neemelo – Helsingborgs IF – 2006[112]
- Erik Sorga – IFK Göteborg – 2022–[113]
- Joonas Tamm – IFK Norrköping – 2011–2013 [114]
- Ingemar Teever – Östers IF – 2006[115]
- Andreas Vaikla – IFK Norrköping – 2016[116]
- Kristen Viikmäe – Gefle IF – 2006[117]
- Indrek Zelinski – Landskrona BoIS – 2003[118]

## Etiopien
- Walid Atta – AIK, Helsingborgs IF, BK Häcken – 2008-2015 [119]
- Yussuf Saleh – AIK, Syrianska FC – 2008-2012 [120]

## Finland
- Daniel Sjölund – Djurgårdens IF, Åtvidabergs FF, IFK Norrköping – 2003- [121]
- Denis Abdulahi – Örebro SK – 2010-2011 [122]
- Eero Markkanen – AIK – 2014 [123]
- Esa Pekonen – AIK – 1987-1989 [7]
- Fredrik Nordback – Örebro SK – 1997-2011 [124]
- Hampus Holmgren – Åtvidabergs FF – 2015- [125]
- Hannu Patronen – Helsingborgs IF – 2008-2011 [126]
- Henri Sillanpää – Gais – 2010-2012 [127]
- Jani Lyyski – Djurgårdens IF – 2010-2011 [128]
- Jari Hudd – AIK – 1987-1989 [7]
- Jari Litmanen – Malmö FF – 2005-2007
- Jari Niinimäki – AIK – 1986 [7]
- Jarmo Saastamoinen – AIK – 1995 [7]
- Jens Portin – Gefle IF – 2010- [129]
- Jere Uronen – Helsingborgs IF – 2012- [130]
- Joel Perovuo – Djurgårdens IF – 2010-2011 [131]
- Jonatan Johansson – Malmö FF – 2006-2008
- Joona Toivio – Djurgårdens IF – 2010-2012 [132]
- Jussi Nuorela – Malmö FF – 2002–2003 [133]
- Jyrki Nieminen – AIK – 1979-1984 [7]
- Kari Arkivuo – BK Häcken – 2010- [134]
- Kari Virtanen – AIK – 1983-1985 [7]
- Kasper Hämäläinen – Djurgårdens IF – 2010-2012 [135]
- Markus Halsti – Malmö FF – 2008-2014 [136]
- Mika Ojala – BK Häcken – 2013 [137]
- Patrik Rikama-Hinnenberg – GIF Sundsvall – 2012 [138]
- Paulus Arajuuri – Kalmar FF – 2010-2013 [139]
- Riku Riski – Örebro SK, IFK Göteborg – 2011, 2015 [140]
- Robert Taylor – AIK – 2017-2018 [141]
- Sauli Väisänen – AIK – 2014- [142]
- Simon Skrabb – Åtvidabergs FF – 2014- [143]
- Tom Källström – AIK – 1976-1978 [7]
- Tomi Maanoja – AIK – 2008-2010 [7]
- Tommy Wirtanen – Örebro SK – 2009-2012 [144]
- Tuomo Turunen – IFK Göteborg, Trelleborgs FF – 2009-2011 [145]

## Frankrike
- Mamadou Fofana – Syrianska FC – 2011 [146]
- Mahamé Siby – Malmö FF – 2022– [147]
- Arthur Sorin – Kalmar FF – 2007–2008 [148]

## Gambia
- Kebba Ceesay – Djurgårdens IF – 2007-2012 [149]
- Modou Barrow – IFK Norrköping – 2012 [150]
- Omar Colley – Djurgårdens IF – 2015- [151]
- Omar Jawo – Gefle IF, Syrianska FC – 2009-2012 [152]
- Pa Dembo Touray – Djurgårdens IF – 2004-2011 [153]
- Pa Dibba – GIF Sundsvall – 2012- [154]

## Georgien
- Soso Chedia – GIF Sundsvall – 1991 [155]
- Giorgi Charaisjvili – IFK Göteborg – 2018–2020 [156]
- Kakhaber Tskhadadze[c] – GIF Sundsvall – 1991 [157]
- Zurab Tsiskaridze – AFC Eskilstuna – 2017 [158]

## Ghana
- Afo Dodoo – Landskrona BoIS – 2002 [159]
- Augustine Okrah – BK Häcken – 2014 [160]
- Benjamin Fadi – Malmö FF – 2013 [161]
- Daniel Amartey – Djurgårdens IF – 2013-2014 [162]
- David Accam – Helsingborgs IF – 2012-2014 [163]
- Derek Boateng – AIK – 2003-2006 [7]
- Ebenezer Ofori – AIK – 2013- [164]
- Ema Boateng – Helsingborgs IF – 2013- [165]
- Emmanuel Boakye – Åtvidabergs FF – 2014 [166]
- Emmanuel Dogbe – Åtvidabergs FF – 2013-2014 [167]
- Enoch Kofi Adu – Malmö FF – 2014-2016 [168]
- Enock Kwakwa – Falkenbergs FF – 2015- [169]
- Godsway Donyoh – Djurgårdens IF, Falkenbergs FF – 2013- [170]
- Ibrahim Moro – AIK – 2012-2014 [171]
- Joachim Adukor – Gefle IF – 2012-2013 [172]
- Joseph Aidoo – Hammarby IF – 2015- [173]
- King Osei Gyan – Halmstads BK – 2014- [174]
- Kwame Bonsu – Mjällby AIF, Gefle IF – 2014- [175]
- Kwame Karikari – AIK, Halmstads BK – 2011- [176]
- Kwame Quansah – AIK – 2003-2004 [7]
- Mohammed Abubakari – Åtvidabergs FF, BK Häcken – 2012- [177]
- Nasiru Mohammed – BK Häcken – 2012- [178]
- Reuben Ayarna – Gais, BK Häcken – 2008-2013 [179]
- Richard Kingson – Hammarby IF – 2006[180]
- Samuel Mensah – Örebro SK – 2014- [181]
- Waris Majeed – BK Häcken – 2010-2012 [182]
- Yussif Chibsah – Gefle IF, Djurgårdens IF – 2008-2014 [183]
- Zakaria Abdullai – Gefle IF – 2011-2013 [184]

## Haiti
- Ronaldo Damus – GIF Sundsvall – 2022– [185]

## Irak
- Ahmed Yasin – Örebro SK, AIK, BK Häcken 2011–2012, 2014–2015, 2016–2019, 2020
- Rewan Amin – Östersunds FK 2018–2020
- Mohanad Jeahze – IF Brommapojkarna, Mjällby AIF, Hammarby IF 2018, 2020–2022

## Iran
- Saman Ghoddos – Östersunds FK – 2016–2018 [186]
- Omid Nazari – Malmö FF – 2011 [187]

## Island
- Alfreð Finnbogason – Helsingborgs IF – 2012 [188]
- Ari Freyr Skúlason – BK Häcken, GIF Sundsvall – 2006-2012 [189]
- Arnór Ingvi Traustason – IFK Norrköping – 2014- [190]
- Arnór Smárason – Helsingborgs IF – 2013- [191]
- Birkir Már Sævarsson – Hammarby IF – 2015- [192]
- Eiður Sigurbjörnsson – Örebro SK – 2011- [193]
- Guðjón Baldvinsson – Gais, Halmstads BK – 2009-2014 [194]
- Guðjón Pétur Lýðsson – Helsingborgs IF – 2011 [195]
- Gudmann Thorisson – Mjällby AIF – 2014 [196]
- Gunnar Heidar Thorvaldsson – Halmstads BK, IFK Norrköping, BK Häcken – 2004-2015 [114]
- Halldor Orri Björnsson – Falkenbergs FF – 2014 [197]
- Hallgrímur Jónasson – Gais – 2009-2011 [198]
- Hannes Sigurðsson – GIF Sundsvall, Mjällby AIF – 2008-2013 [199]
- Haukur Hauksson – AIK – 2015- [200]
- Helgi Daníelsson – Östers IF, IF Elfsborg, AIK – 2006-2013 [201]
- Hjálmar Jónsson – IFK Göteborg – 2002-2016 [202]
- Hjörtur Logi Valgarðsson – IFK Göteborg, Örebro SK – 2011- [203]
- Hördur Hilmarsson – AIK – 1981 [7]
- Jón Guðni Fjóluson – GIF Sundsvall – 2012- [204]
- Jonas Gudni Saevarsson – Halmstads BK – 2009-2011 [205]
- Kári Árnason – Djurgårdens IF, Malmö FF – 2005- [206]
- Kristinn Jónsson – IF Brommapojkarna – 2014 [207]
- Kristinn Steindórsson – Halmstads BK – 2013-2014 [208]
- Ragnar Sigurðsson – IFK Göteborg – 2007-2011 [209]
- Rúnar Már Sigurjónsson – GIF Sundsvall – 2015- [210]
- Skúli Jón Friðgeirsson – IF Elfsborg, Gefle IF – 2012-2014 [211]
- Theodór Elmar Bjarnason – IFK Göteborg – 2010-2011 [212]
- Victor Pálsson – Helsingborgs IF – 2014-2015 [213]
- Ögmundur Kristinsson – Hammarby IF – 2015- [214]

## Jamaica
- Teafore Bennett – Östers IF – 2006 [215]
- Dwayne Miller – Syrianska FC – 2011-2013 [216]
- Ravel Morrison – Östersunds FK – 2019 [217]
- Michael Seaton – Örebro SK – 2015 [218]
- Luton Shelton – Helsingborgs IF – 2006 [219]
- Kari Stephenson – AIK – 2007-2008 [7]

## Kamerun
- Alain Junior Ollé Ollé – Åtvidabergs FF – 2012 [220]
- Eric Bassombeng – Örebro SK, Gais – 2008-2012 [221]
- Joseph Elanga, – Malmö FF, 2001-2005, 2010
- Matthew Mbuta – Syrianska FC – 2012 [222]

## Kanada
- Fernando Aguiar – Landskrona BoIS – 2004
- Kyriakos Stamatopoulos – Enköpings SK, AIK – 2003- [223]
- Tomer Chencinski – Örebro SK – 2012 [224]

## Kazakstan
- David Lorija – Halmstads BK – 2007 [225]

## Kenya
- Patrick Osiako – Mjällby AIF – 2010-2011 [226]
- Erik Otieno

## Kongo-Kinshasa
- Yannick Bapupa – Djurgårdens IF, Gefle IF – 2002–2004, 2006–2009 [227]
- Richard Ekunde – Gais – 2006-2012 [228]
- René Makondele – Djurgårdens IF, Gefle IF, Helsingborgs IF, BK Häcken – 2003–2016 [229]

## Kosovo
- Anel Raskaj – Halmstads BK – 2007-2011 [230]
- Ardian Gashi – Helsingborgs IF – 2010-2014 [231]
- Dardan Rexhepi – Malmö FF, IF Brommapojkarna, BK Häcken – 2010- [232]
- Erton Fejzullahu – Mjällby AIF, Djurgårdens IF – 2011-2014 [233]
- Ilir Berisha – Örebro SK, Gefle IF – 2012- [234]
- Kushtrim Lushtaku – Örebro SK – 2011-2012 [235]
- Loret Sadiku – Helsingborgs IF – 2012-2014 [236]
- Shpëtim Hasani – Kalmar FF, IFK Norrköping, Örebro SK, GIF Sundsvall – 2006- [237]

## Kroatien
- Antonio Čolak - Malmö FF - 2021[238]
- Goran Ljubojević – AIK – 2010 [7]
- Ivan Turina – AIK – 2010-2013 [239]
- Mario Jelavić – Åtvidabergs FF – 2015- [240]
- Nikola Tkalčić – IFK Norrköping – 2011- [241]

## Lettland
- Kaspars Gorkšs – Östers IF, Assyriska FF – 2003, 2005 [242]
- Andrejs Rubins – Östers IF – 1997 [243]

## Libanon
- Abbas Hassan – IF Elfsborg, IFK Norrköping – 2005–2009, 2011–2013 [244]
- Mohamed Ramadan – Helsingborgs IF – 2015- [245]
- Mohammed Ali Khan – BK Häcken, Halmstads BK – 2009- [246]

## Liberia
- Amadaiya Rennie – IF Elfsborg, Gais, Hammarby IF – 2010-2015 [247]
- Dioh Williams – BK Häcken, Gefle IF – 2005- [248]
- Dulee Johnson – AIK – 2006-2010 [7]
- Jimmy Dixon – BK Häcken, Malmö FF – 2005-2012 [249]
- Sam Johnson – Djurgårdens IF – 2015- [250]

## Litauen
- Tomas Žvirgždauskas – Halmstads BK – 2002-2011 [251]
- Vytautas Andriuškevičius – Djurgårdens IF – 2013-2014 [252]

## Luxemburg
- Lars Krogh Gerson – IFK Norrköping, GIF Sundsvall – 2012-2020 [253]

## Makedonien
- Artim Sakiri - Halmstads BK 1997-1998
- Armend Alimi – Örebro SK – 2012 [254]
- Daniel Ivanovski – Mjällby AIF – 2010–2014 [255]
- David Mitov Nilsson – IFK Norrköping, GIF Sundsvall, IK Sirius – 2012–2019, 2021– [256]
- Leonard Zuta – BK Häcken – 2012–2015 [257]
- Nuri Mustafi – GIF Sundsvall – 2008–2012 [258]

## Malawi
- Russell Mwafulirwa – IFK Norrköping – 2008-2011 [259]

## Mali
- Malick Yalcouyé – IFK Göteborg – 2024 [260]

## Moldavien
- Igor Armaș – Hammarby IF – 2009 [261]
- Petru Racu – IFK Norrköping – 2008-2011 [262]

## Montenegro
- Suad Gruda – Gefle IF – 2011 [263]
- Vladimir Rodić – Malmö FF – 2015- [264]

## Nederländerna
- Rachid Bouaouzan – Helsingborgs IF – 2010-2013 [265]
- Geert den Ouden – Djurgårdens IF– 2003 [266]
- Moestafa El Kabir – Mjällby AIF, BK Häcken – 2010-2014 [267]
- Michiel Hemmen – BK Häcken – 2015- [268]
- Jos Hooiveld – AIK – 2009, 2015–2016 [269]
- Daan Klinkenberg – Mjällby AIF – 2021 [270]
- Melvin Platje – Kalmar FF – 2014 [271]
- Alexander Prent – Halmstads BK – 2008–2010 [272]
- Niels Vorthoren – BK Häcken – 2015- [273]

## Nigeria
- Abiola Dauda – Kalmar FF – 2008-2012 [274]
- Alhaji Gero – Östers IF – 2013 [275]
- Dickson Etuhu – AIK – 2015- [276]
- Dominic Chatto – BK Häcken – 2009-2013 [277]
- Gbenga Arokoyo – Mjällby AIF – 2012-2013 [278]
- John Chibuike – BK Häcken – 2009-2011 [279]
- John Owoeri – Åtvidabergs FF – 2013- [280]
- Kennedy Igboananike – Djurgårdens IF, AIK – 2007-2014 [281]
- Lawal Ismail – IFK Göteborg, Syrianska FC – 2010-2012 [282]
- Mohammed Abdulrahman – Gais – 2011 [283]
- Obie Etie Ikechukwu – Syrianska FC – 2011 [284]
- Peter Ijeh – Malmö FF, IFK Göteborg, Syrianska FC, Gais – 2001-2012 [285]
- Prince Ikpe Ekong – Gais, Djurgårdens IF – 2006-2010 [286]
- Samuel Ayorinde – AIK – 2002-2003 [7]
- Richard Friday – GAIS – 2024-

## Nordirland
- Sammy McIlroy – Örgryte IS – 1986 [287]
- Daryl Smylie – Ljungskile SK, Kalmar FF – 2008-2010 [288]

## Norge
- Andreas Vindheim – Malmö FF – 2015- [289]
- Bernt Hulsker – AIK – 2006-2007 [7]
- Bjørnar Holmvik – Kalmar FF – 2013 [290]
- Christian Brink – GIF Sundsvall – 2012 [291]
- Daniel Berntsen – Djurgårdens IF – 2015- [292]
- Dinko Felic – Syrianska FC – 2011-2013 [293]
- Edvard Skagestad – IFK Norrköping – 2014 [294]
- Erlend Hanstveit – Helsingborgs IF – 2011-2013 [295]
- Fredrik Brustad – AIK – 2015- [296]
- Fredrik Torsteinbø – Hammarby IF – 2015- [297]
- Haitam Aleesami – IFK Göteborg – 2015- [298]
- Henning Hauger – IF Elfsborg – 2013- [299]
- Jan Gunnar Solli – Hammarby IF – 2015- [300]
- Jo Inge Berget – Malmö FF – 2015- [301]
- Joackim Jørgensen – IF Elfsborg – 2012-2013 [302]
- Jørgen Skjelvik – Helsingborgs IF, Kalmar FF – 2011-2013 [303]
- Kenneth Høie – IF Elfsborg, Djurgårdens IF – 2012- [304]
- Kjetil Wæhler – IFK Göteborg – 2012-2014 [305]
- Lars Cramer – Kalmar FF – 2013- [306]
- Lars Fuhre – Hammarby IF – 2015- [307]
- Lars Sætra – Hammarby IF – 2015- [308]
- Lasse Staw – Syrianska FC – 2012 [309]
- Magnus Wolff Eikrem – Malmö FF – 2015- [310]
- Mats Solheim – Kalmar FF, Hammarby IF – 2013- [311]
- Mike Kjölö – AIK – 1998-1999 [7]
- Morten Skjønsberg – IFK Norrköping – 2012-2014 [312]
- Niklas Gunnarsson – IF Elfsborg – 2015- [313]
- Pa Modou Kah – AIK – 2003-2004 [7]
- Per Verner Vågan Rönning – AIK – 2007 [7]
- Roger Risholt – BK Häcken, GIF Sundsvall – 2006-2012 [314]
- Snorre Krogsgård – Halmstads BK – 2015- [315]
- Thomas Rogne – IFK Göteborg – 2015- [316]
- Thomas Sørum – Helsingborgs IF – 2011- [317]
- Tor Öyvind Hovda – Kalmar FF, Åtvidabergs FF – 2014- [318]

## Nya Zeeland
- Craig Henderson – Mjällby AIF – 2012-2013 [319]
- Dan Keat – Falkenbergs FF – 2014- [320]
- Kees Sims – GAIS – 2024-

## Palestina
- Imad Zatara – IF Brommapojkarna, Syrianska FC, Åtvidabergs FF – 2007-2014 [321]

## Panama
- Brunet Hay Pinto – Örebro SK – 2011 [322]

## Paraguay
- Antonio Rojas – Halmstads BK – 2013- [323]

## Peru
- Sergio Peña – Malmö FF – 2021– [324]
- Yoshimar Yotún – Malmö FF – 2015–2017 [325]

## Polen
- Paweł Cibicki – Malmö FF, Jönköpings Södra IF, IF Elfsborg – 2013-2017, 2019
- Mikolaj Lebedynski – BK Häcken – 2013 [326]
- Mirosław Kubisztal – Örebro SK[327]

## Portugal
- Ruben Lameiras – Åtvidabergs FF – 2015 [328]
- Yago Fernández – Malmö FF – 2010-2011 [329]

## Ryssland
- Peter Gitselov – Östers IF, Mjällby AIF – 2003-2011 [330]

## Schweiz
- Felix Magro – Landskrona BoIS, Djurgårdens IF, IFK Norrköping – 2004-2008 [331]

## Senegal
- Malick Mané – IFK Göteborg – 2014 [332]
- Papa Diouf – Kalmar FF – 2012- [333]

## Serbien
- Veljko Birmančević – Malmö FF  – 2021–
- Nenad Djordjević – Kalmar FF – 2012–2015 [334]
- Nikola Đurđić – Helsingborgs IF, Malmö FF, Hammarby IF, Degerfors IF – 2012, 2015, 2018–2019, 2021–[335]
- Danilo Kuzmanović – Djurgårdens IF – 2010 [336]
- Nenad Lukic – AIK – 2006 [7]
- Miljan Mutavdžić – Malmö FF – 2009-2011 [337]
- Aleksandar Prijović – Djurgårdens IF – 2013–2014 [338]
- Milan Simeunović – Malmö FF – 1998–1999 [339]

## Sierra Leone
- Alhaji Kamara – Djurgårdens IF, IFK Norrköping – 2012- [262]
- Alhassan Kamara – AIK, Örebro SK – 2012- [340]
- Alusine Kamara – Syrianska FC – 2011 [341]
- Ibrahim Koroma – Trelleborgs FF – 2010-2011 [342]
- Mohamed Bangura – AIK, IF Elfsborg – 2010- [343]
- Mohamed Kabia – Syrianska FC – 2011 [344]
- Teteh Bangura – AIK – 2011 [345]

## Sint Maarten
- Chovanie Amatkarijo – GAIS – 2024-

## Slovenien
- Peter Binkovski – Östers IF – 1996 [346]
- Miran Burgič – AIK – 2006–2010 [7]
- Dejan Jurkič – Örgryte IS – 2005–2006 [347]
- Andrej Komac – Djurgårdens IF [348]
- Ermin Šiljak – Hammarby IF – 2001 [349]
- Ante Šimundža – Malmö FF – 1998 [350]

## Spanien
- Ivan Diaz – Halmstads BK – 2011 [351]
- Javi Hernández – Halmstads BK – 2011 [352]
- José Zamora – Halmstads BK – 2011 [353]
- Marcos Gondra Krug – Syrianska FC – 2012 [354]
- Nauzet Perez – Halmstads BK – 2011 [355]
- Raúl Ruiz – Halmstads BK – 2011 [356]

## Sydafrika
- Stephen Armstrong – Västra Frölunda IF – 2000 [357]
- Lance Davids – Djurgårdens IF – 2006–2008 [358]
- May Mahlangu – Helsingborgs IF, IFK Göteborg – 2009–2014 [359]
- Tefu Mashamaite – BK Häcken – 2015–2016 [360]
- Mark Mayambela – Djurgårdens IF – 2014 [361]
- Thando Mngomeni – Helsingborgs IF – 2004–2005 [362]
- Nkosinathi "Toni" Nhleko – Hammarby IF – 2006–2007 [363]
- Ayanda Nkili – Örebro SK – 2014–2015 [364]
- Siyabonga Nomvethe – Djurgårdens IF – 2005 [365]
- Sive Pekezela – Gefle IF – 2013 [366]
- Tokelo Rantie – Malmö FF – 2012–2013 [367]

## Sydkorea
- Moon Seon-min – Djurgårdens IF – 2015- [368]

## Syrien
- George Mourad – IFK Göteborg, Syrianska FC – 2004-2012 [369]
- Louay Chanko – Djurgårdens IF, Malmö FF, Hammarby IF, Syrianska FC – 2001-2013 [370]

## Tjeckien
- Matěj Chaluš – Malmö FF – 2022–
- Martin Hýský – AIK – 1996 [7]
- Martin Kolář – Helsingborgs IF – 2007–2008 [371]
- Dušan Melichárek – Malmö FF – 2008-2011, 2019-2020 [372]
- Pavel Zavadil – Östers IF, Örgryte IS, Mjällby AIF – 2006-2012 [373]

## Togo
- Lalawélé Atakora – AIK, Helsingborgs IF – 2011- [374]

## Turkiet
- Erkan Saglik – IFK Göteborg, GIF Sundsvall, Syrianska FC – 2005-2011 [375]

## Tyskland
- Christian Demirtas – Kalmar FF, Syrianska FC – 2009-2013 [376]
- Dieter Burdenski – AIK – 1988 [7]
- Lukas Grill – Mjällby AIF – 2014 [377]
- Michael Görlitz – Halmstads BK – 2008-2011 [378]
- Jan Tauer – Djurgårdens IF – 2007-2009

## Uganda
- Martin Kayongo-Mutumba – AIK – 2002–2003, 2009–2010, 2011–2013 [379]

## Ukraina
- Vadym Jevtusjenko – AIK – 1989-1993 [7]
- Ivan Bobko – AFC – 2019
- Ihor Levchenko – AFC – 2019

## Ungern
- Balázs Rabóczki – IFK Norrköping – 2002 [380]

## Uruguay
- Diego Lugano – BK Häcken – 2015 [381]
- Felipe Carvalho – Malmö FF – 2015- [382]
- Jorge Anchén – AIK – 2008 [7]
- Sebastián Eguren – Hammarby IF - 2007 AIK – 2010 [7]

## USA
- Alejandro Bedoya – Örebro SK, Helsingborgs IF – 2009-2013 [383]
- Brendan Hines-Ike – Örebro SK – 2016-2018
- Charlie Davies – Hammarby IF – 2007-2009
- Romain Gall – GIF Sundsvall 2017-2018, Malmö FF 2018-
- Ryan Miller – Halmstads BK – 2010-2011 [384]
- Mix Diskerud – IFK Göteborg – 2017-2018
- Andrew Stadler – Östersunds FK 2015-2017, Dalkurd FF 2018
- Joshua Wicks – IK Sirius 2017-2018
- Brian Span – Djurgårdens IF – 2012-2013 [385]
- Gale Agbossoumonde – Djurgårdens IF – 2011 [386]
- Matt Pyzdrowski – Helsingborgs IF – 2015-2017 [387]
- Alex De John – Dalkurd FF – 2017
- Colin Burns – Ljungskile SK – 2008
- Kofi Sakodie – Trelleborgs FF – 2018
- Michael Thomas – Halmstads BK – 2010
- Ryan Raybould – Gefle IF – 2008
- Samuel Petrone – Mjällby AIF – 2011 [388]
- Johann Smith – Kalmar FF – 2010
- Forrest Lasso – GIF Sundsvall – 2022-

## Zimbabwe
- Archford Gutu – Kalmar FF – 2012–2013 [389]
- Nyasha Mushekwi – Djurgårdens IF – 2015 [390]
- Matthew Rusike – Halmstads BK, Helsingborgs IF – 2015–2016 [391]
- Tinotenda Kadewere – Djurgårdens IF – 2015–2018 [392]
- Kundai Benyu – Helsingborgs IF – 2019–

## Österrike
- Roman Kienast – Helsingborgs IF – 2008
- Michael Langer – IFK Norrköping – 2016–2017
- Thomas Piermayr – AFC Eskilstuna – 2017